# Opération de la caillette
L'opération de la caillette est une opération pratiquée chez les vaches souffrant d'un déplacement de cet organe.
Elle porte sur la caillette, qui est l'une des quatre parties constituant l'estomac de la vache. L’opération consiste à allonger la vache, à la retourner, puis à ouvrir la peau et le muscle, saisir la caillette et la recoudre au muscle afin d'éviter un nouveau déplacement. L'opération peut aussi se pratiquer debout.
Elle est le plus souvent réalisée après un vêlage.